# 航空総隊
航空総隊（こうくうそうたい、英称：Air Defense Command、略称：ADC）とは、航空自衛隊の戦闘機部隊および高射部隊、警戒管制部隊などの防空戦闘部隊を一元的に指揮・統括している組織である。航空総隊司令官が指揮を執っており、防衛大臣から直接、指揮監督を受ける。

## 概要
航空総隊司令部は横田飛行場に所在する（在日米軍と同居）。有事の際は戦闘機部隊、高射部隊および各地のレーダーサイトなどとリンクしたシステムによって航空総隊司令官が部隊の指揮を執る。司令官・副司令官は空将である。
ミサイル防衛では、航空総隊司令官が内閣総理大臣及び防衛大臣からの「弾道ミサイル等の破壊措置命令」や防衛出動等の行動命令を受けた場合は、海上自衛隊のイージス艦をも含めたBMD統合任務部隊 の指揮官を兼務する。これに関連し、航空総隊司令部は2011年7月1日に航空総隊副司令官職を新設した他、アメリカ軍との防空・ミサイル防衛の情報共有・連携強化を通じて、実質的な防空作戦能力の向上を図ることを目的として2012年3月26日に府中基地から横田飛行場内に移転完了・運用開始した。横田の司令部庁舎は、アメリカ第5空軍司令部庁舎と隣接し、地下連絡通路の他、共同統合運用調整所も設置される等、日米の連携強化が図られている。

## 沿革
- 1956年（昭和31年）08月01日：ジョンソン基地に「臨時航空訓練部」が編成[6]
- 1957年（昭和32年）08月01日：臨時航空訓練部を解散し、府中基地に「航空集団」を編成
- 1958年（昭和33年）08月01日：航空集団を「航空総隊」に改編。司令部と北部・中部航空方面隊を編成
- 1961年（昭和36年）07月15日：西部航空方面隊を編成
- 1973年（昭和48年）10月16日：前年の沖縄返還を受けて、沖縄展開中の各臨時部隊を編合し、南西航空混成団を編成
- 1981年（昭和56年）12月17日：飛行教導隊を新編。
- 1986年（昭和61年）04月05日：警戒航空隊を新編。
- 2011年（平成23年）
  - 03月28日：基地警備教導隊を新編。
  - 07月01日：副司令官（空将）職を新設[8]
- 2012年（平成24年）03月21日：航空総隊司令部及び作戦情報隊・防空指揮群が府中基地より横田飛行場に移転。3月26日より運用を開始する[9]
- 2013年（平成25年）
  - 03月26日：航空支援集団隷下の航空救難団を総隊直轄に編制替え
  - 08月01日：航空総隊戦術官（空将補）職を新設[11]
- 2014年（平成26年）
  - 03月26日：防空指揮群、プログラム管理隊を廃止し、作戦システム運用隊を新編（初代隊司令は防空指揮群司令が就任）[12]
  - 08月01日：組織改編

  1. 航空総隊戦術官を廃止し、航空戦術教導団を新編[13]。
  2. 航空総隊司令部飛行隊を廃止、同部隊に所属の電子戦支援隊が電子作戦群として航空戦術教導団隷下へ異動。支援飛行隊が中部航空方面隊司令部支援飛行隊として、中部航空方面隊隷下へ異動。
- 2015年（平成27年）
  - 04月01日：政策補佐官を新設
- 2017年（平成29年）
  - 04月01日：政策補佐官を参事官に改組[14]
  - 07月01日：南西航空混成団を南西航空方面隊に改編
- 2019年（平成31年）03月26日：防衛部の演習企画課を訓練課に改組[15]
- 2020年（令和02年）03月26日：隷下部隊の改編[16]。

1. 偵察航空隊を廃止。
2. 警戒航空隊を警戒航空団に格上げ。

- 2021年（令和03年）
  - 03月18日：臨時偵察航空隊（三沢基地）を新編[17]。
  - 07月01日：航空警戒管制団の改編（8個警戒群20個警戒隊から28個警戒隊へ）[18]
- 2022年（令和04年）12月15日：臨時偵察航空隊を偵察航空隊に改編[19]。
- 2024年（令和06年）3月21日：司令部の装備部を4課から3課に改組（計画課、整備課、補給課、施設課から装備課、輸送補給課、施設課）[20]

## 部隊編成

航空方面隊の配置（南西航空混成団(SCAD)は2017年に南西航空方面隊(SADF)へ改編されている）

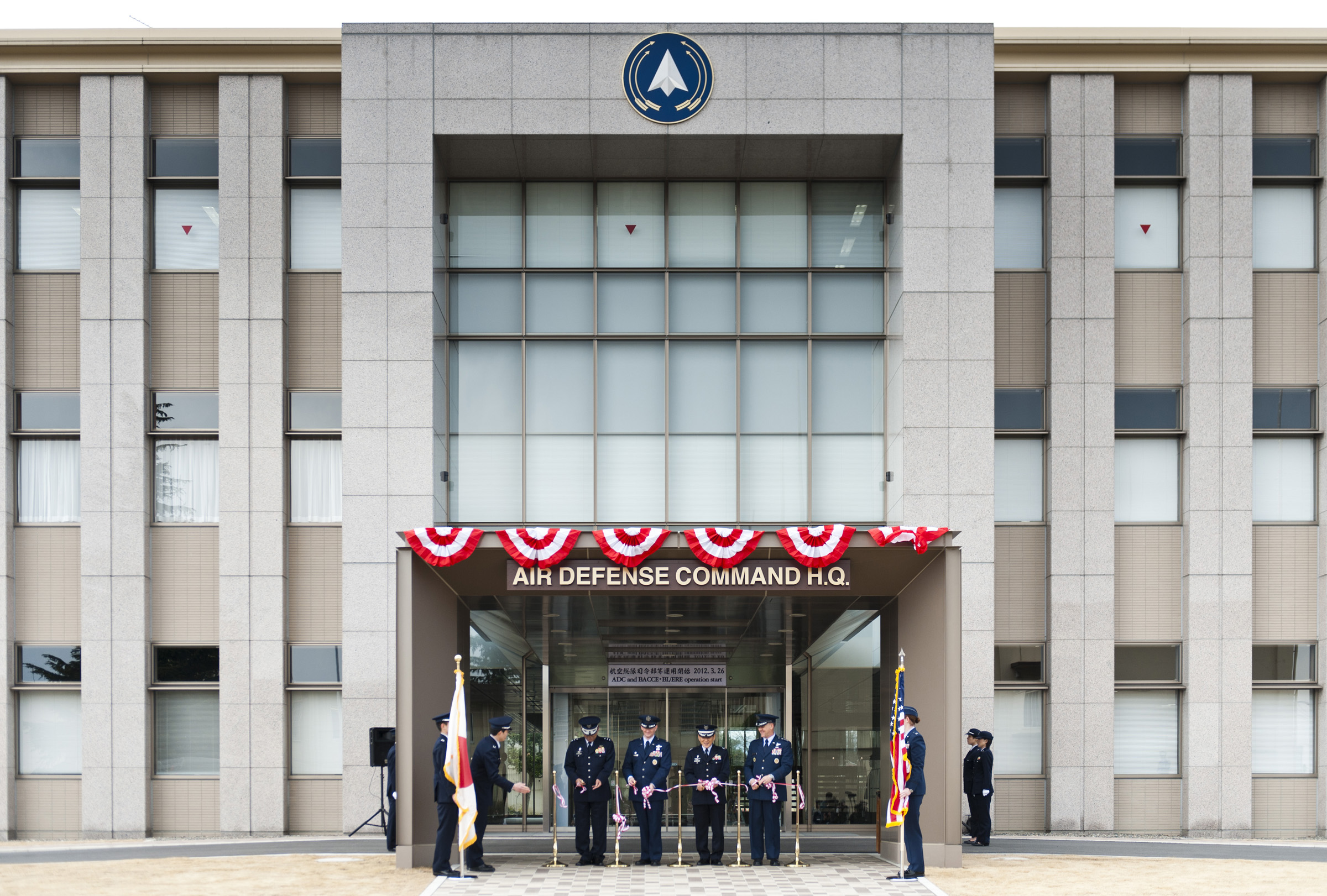
航空総隊司令部庁舎（横田基地）

- 航空総隊司令部 -（横田基地）
- 北部航空方面隊 -（司令部：三沢基地）
- 中部航空方面隊 -（司令部：入間基地）
- 西部航空方面隊 -（司令部：春日基地）
- 南西航空方面隊 -（司令部：那覇基地）

（航空総隊直轄部隊）
- 警戒航空団 -（司令部：浜松基地）
- 航空救難団 -（司令部：入間基地）
- 航空戦術教導団 -（司令部：横田基地）
- 作戦情報隊 -（横田基地）
- 作戦システム運用隊 -（横田基地）
- 偵察航空隊 -（三沢基地）

### 司令部編成
- 総務部
  - 総務課
  - 人事課
  - 会計課
  - 厚生課
- 防衛部
  - 防衛課
  - 運用課
  - 通信電子課
  - 訓練課[15]
- 装備部
  - 装備課
  - 輸送補給課
  - 施設課
- 情報課
- 監理監察官
- 法務官
- 医務官
- 参事官

## 主要幹部
| 官職名         | 階級    | 氏名       | 補職発令日     | 前職                                                |
| -------------- | ------- | ---------- | -------------- | --------------------------------------------------- |
| 航空総隊司令官 | 空将    | 谷嶋正仁   | 2024年12月20日 | 統合幕僚学校長                                      |
| 副司令官       | 空将    | 亀岡弘     | 2025年08月01日 | 北部航空方面隊司令官                                |
| 幕僚長         | 空将補  | 松﨑勇樹   | 2024年08月02日 | 防衛装備庁プロジェクト管理部 プロジェクト管理総括官 |
| 参事官         | 事務官  | 滝川和志   | 0000年00月00日 |                                                     |
| 総務部長       | 1等空佐 | 寺川清司   | 2024年07月12日 | 航空自衛隊補給本部情報処理部長                      |
| 防衛部長       | 空将補  | 上村博之   | 2025年03月24日 | 第8航空団司令 兼 築城基地司令                       |
| 装備部長       | 1等空佐 | 松葉佐欣史 | 2025年05月12日 | 航空教育集団司令部装備部長                          |
| 情報課長       | 1等空佐 | 黒田賢俊   | 2025年08月01日 | 情報本部情報官                                      |
| 監理監察官     | 1等空佐 | 古川義久   | 2024年03月04日 | 航空戦術教導団副司令                                |
| 法務官         | 1等空佐 | 茂籠貴義   | 2025年08月01日 | 航空幕僚監部首席法務官付法務官                      |
| 医務官         | 1等空佐 | 若栗隆志   | 2025年03月31日 | 航空教育集団司令部医務官                            |

| 代 | 氏名     | 在職期間                        | 出身校・期 | 前職                                 | 後職                 |
| -- | -------- | ------------------------------- | ---------- | ------------------------------------ | -------------------- |
| 01 | 齊藤治和 | 2011年07月01日 - 2012年01月30日 | 防大22期   | 北部航空方面隊司令官                 | 航空総隊司令官       |
| 02 | 秦啓次郎 | 2012年01月31日 - 2012年12月03日 | 防大21期   | 航空開発実験集団司令官               | 退職                 |
| 03 | 半澤隆彦 | 2012年12月04日 - 2013年08月21日 | 防大24期   | 南西航空混成団司令                   | 航空支援集団司令官   |
| 04 | 吉田浩介 | 2013年08月22日 - 2015年03月29日 | 防大25期   | 航空自衛隊幹部学校長 兼 目黒基地司令 | 航空自衛隊補給本部長 |
| 05 | 前原弘昭 | 2015年03月30日 - 2016年12月21日 | 防大27期   | 統合幕僚監部運用部長                 | 航空総隊司令官       |
| 06 | 小野賀三 | 2016年12月22日 - 2017年12月19日 | 防大26期   | 航空自衛隊幹部学校長 兼 目黒基地司令 | 退職                 |
| 07 | 武藤茂樹 | 2017年12月20日 - 2018年07月31日 | 防大28期   | 南西航空方面隊司令官                 | 航空総隊司令官       |
| 08 | 金古真一 | 2018年08月01日 - 2019年08月22日 | 防大30期   | 中部航空方面隊司令官                 | 航空支援集団司令官   |
| 09 | 上ノ谷寛 | 2019年08月23日 - 2021年12月21日 | 防大30期   | 南西航空方面隊司令官                 | 退職                 |
| 10 | 森田雄博 | 2021年12月22日 - 2023年08月28日 | 防大33期   | 中部航空方面隊司令官                 | 航空支援集団司令官   |
| 11 | 影浦誠樹 | 2023年08月29日 - 2025年07月31日 | 防大33期   | 航空自衛隊幹部学校長 兼 目黒基地司令 | 退職                 |
| 12 | 亀岡弘   | 2025年08月01日 -                | 防大35期   | 北部航空方面隊司令官                 |                      |